# Regius College Schagen
Het Regius College Schagen is een school voor middelbaar onderwijs in Schagen. De school biedt onderwijs voor gymnasium, atheneum, havo, vmbo en praktijkonderwijs. De leerlingen, in totaal zo'n 3.100, komen niet alleen uit Schagen maar ook uit de omgeving daarvan. Voorheen was het Regius College Schagen bekend als Gemeentelijke Scholengemeenschap Schagen (afgekort als GSg Schagen)
Aan het Regius zijn bijna 400 medewerkers verbonden. Behalve onderwijzend personeel bevinden zich onder hen ook veel administratief en onderwijsondersteunend personeel.

## Ontstaan
Tot in de jaren negentig waren er in Schagen verschillende scholen voor voortgezet onderwijs, die onderling wel samenwerkten, maar elk hun eigen karakter hadden. In 1997 fuseerden deze scholen tot de GSg. De oorspronkelijke scholen werden nu onderafdelingen van de GSg. Aanvankelijk bleven de oude schoolgebouwen in gebruik, maar gaandeweg worden nu nieuwe gebouwen in gebruik genomen rond een centrale campus rond de Wilhelminalaan. Voorbeelden hiervan zijn de nieuwe systeembouwlocaties de Emmalaan en het nieuwe gymgebouw, ook wel "The Black Box" genoemd.
In het Schager spraakgebruik zijn de oude schoolnamen nog wel te horen. Zo wordt het oorspronkelijke gebouw aan de Wilhelminalaan nog wel als "de OSG" (Openbare Scholengemeenschap) of de "RSG" (Rijksscholengemeenschap) aangeduid en het complex aan de Hofstraat kent men nog wel als "Schagerwaard" of "LTS" (Lagere Technische School). Met het verdwijnen van de oorspronkelijke schoolgebouwen verdwijnen ook deze namen uit het spraakgebruik. Het oude Bernardus Alfrink College, vroeger "de" BAC genoemd, heeft tegenwoordig een nieuwe vestiging aan de Oranjelaan en is nu bekend onder die naam.

## Afdelingen
De scholengemeenschap is onderverdeeld in een aantal afdelingen. Hierdoor zitten niet alle onderwijstypes in één gebouw, maar worden de leerlingen naargelang hun opleiding over de verschillende gebouwen verdeeld. Sommige van die afdelingen zijn gehuisvest in de oude scholen van voor de fusie, andere hebben hun plaats gekregen in de nieuwbouw.
De leerlingen van het vwo en de havo gaan wel naar hetzelfde schoolgebouw, namelijk naar de hoofdlocatie aan de Wilhelminalaan. De theoretische leerweg (onderdeel van het vmbo) is gehuisvest in het gebouw aan de Oranjelaan. De vmbo-bovenbouwklassen basis en kader zitten tegenwoordig in het gebouw de Hofstraat. De volledige onderbouw en de praktijkschool is gehuisvest in het gebouw de Emmalaan.

## Publiciteit
Het Regius ziet zichzelf als een kleinschalige en veilige school. Ze probeert haar leerlingen een breed opleidingsaanbod te bieden en speelt daarbij in op recente ontwikkelingen in het onderwijs. Zo wordt op het Regius geëxperimenteerd met nieuwe leermethoden. Er wordt extra nadruk gelegd op bètaonderwijs (de "exacte vakken"). Daarnaast is het Regius College een VECON-businessschool, wat inhoudt dat het Regius College extra aandacht besteedt aan de vakken M&O en economie. Ook het nieuwe leren heeft zijn plek gekregen binnen het onderwijsaanbod van Regiuscollege, zoals onder andere de zelfstandig ontwikkelde methode accent.
Toch komt het Regius niet alleen positief in het nieuws. De laatste jaren is  het Regius College ook wel negatief in de  publiciteit geweest, bijvoorbeeld bij onvrede over het gevoerde beleid. Ook de schaalvergroting die de Schager scholen het voorbije decennium hebben ondergaan kan niet altijd op evenveel enthousiasme rekenen bij ouders en leerlingen. Toch probeert het Regiuscollege voor leerlingen kleinschalig te blijven.

## Bekende (oud-)leerlingen
- Herman Berghuis
- Koen en Jos van der Donk
- Thomas Dekker
- Jitse Groen
- Rick Broers